# 薇姬·維特
薇姬·維特（英語：Vicky Vette，1965年6月12日—）是一名挪威和加拿大女色情演員、網絡攝像頭模特兒與網站管理員。挪威報紙《Verdens Gang》將她評為Twitter上最受追捧的挪威人物。她還曾在印度尼西亞拍攝了一部主流電影《Pacar Hantu Perawan》。

## 圖集

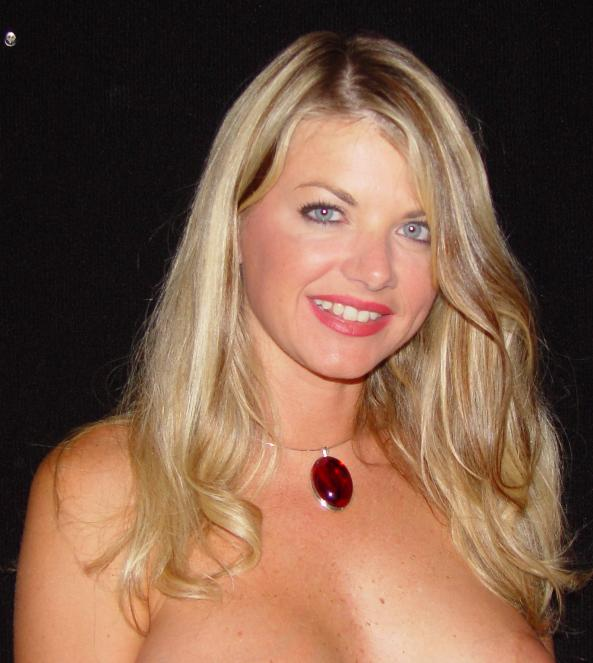
薇姬·維特，攝於2003年
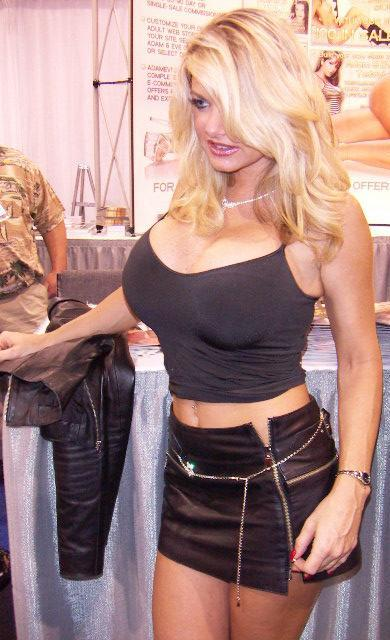
2005年1月4日，維特在Internext Pictures上
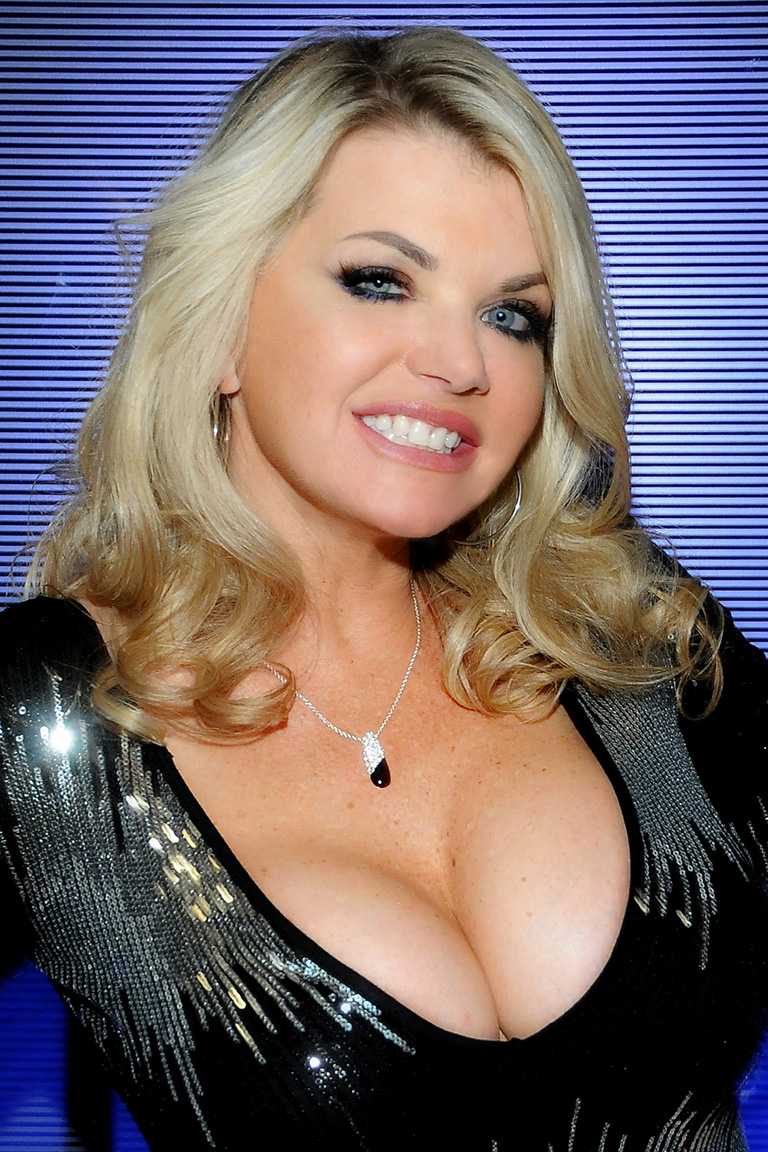
維特於2015年1月參加XBIZ大獎

## 外部連結
- 官方网站
- Vicky Vette在互联网电影资料库（IMDb）上的資料（英文）
- Vicky Vette在網際網路成人電影資料庫
- 成人電影資料庫上Vicky Vette的资料（英文）